# World Gold Council
Il World Gold Council, creato nel 1987, è un'associazione industriale delle principali aziende minerarie aurifere. Il suo scopo è quello di stimolare la domanda di oro da parte dell'industria, dei consumatori e degli investitori.
Il presidente è Gregory C. Wilkins, ex presidente della Newmont Mining Corporation. Amministratore delegato è James E. Burton, ex amministratore delegato del California Public Employees' Retirement System.